# Omphale stonia
Omphale stonia är en stekelart som beskrevs av T.C. Narendran 2006. Omphale stonia ingår i släktet Omphale och familjen finglanssteklar. Inga underarter finns listade i Catalogue of Life.